# 교회당

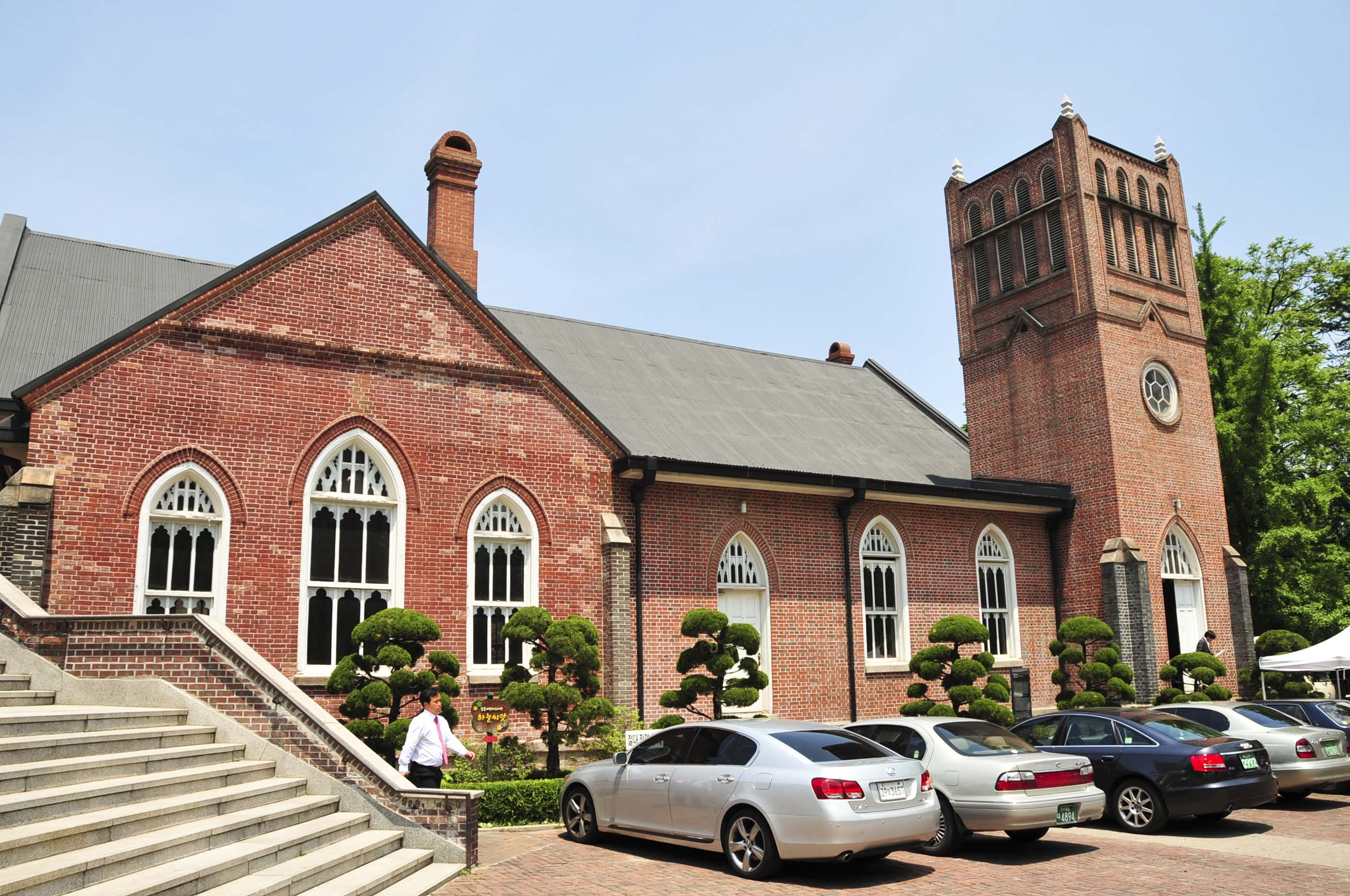
서울 정동교회(貞洞敎會)

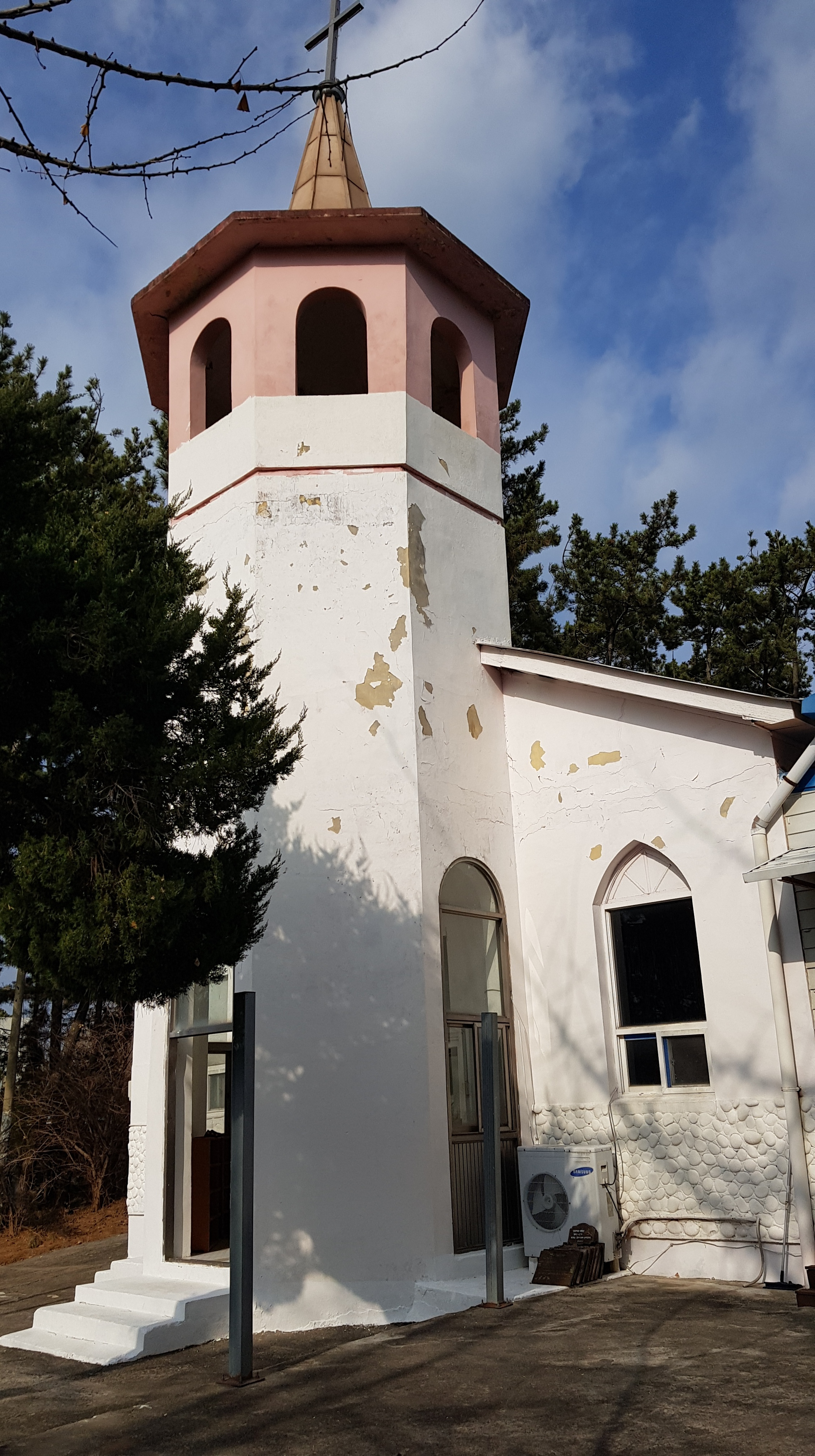
원산도 전의제일교회

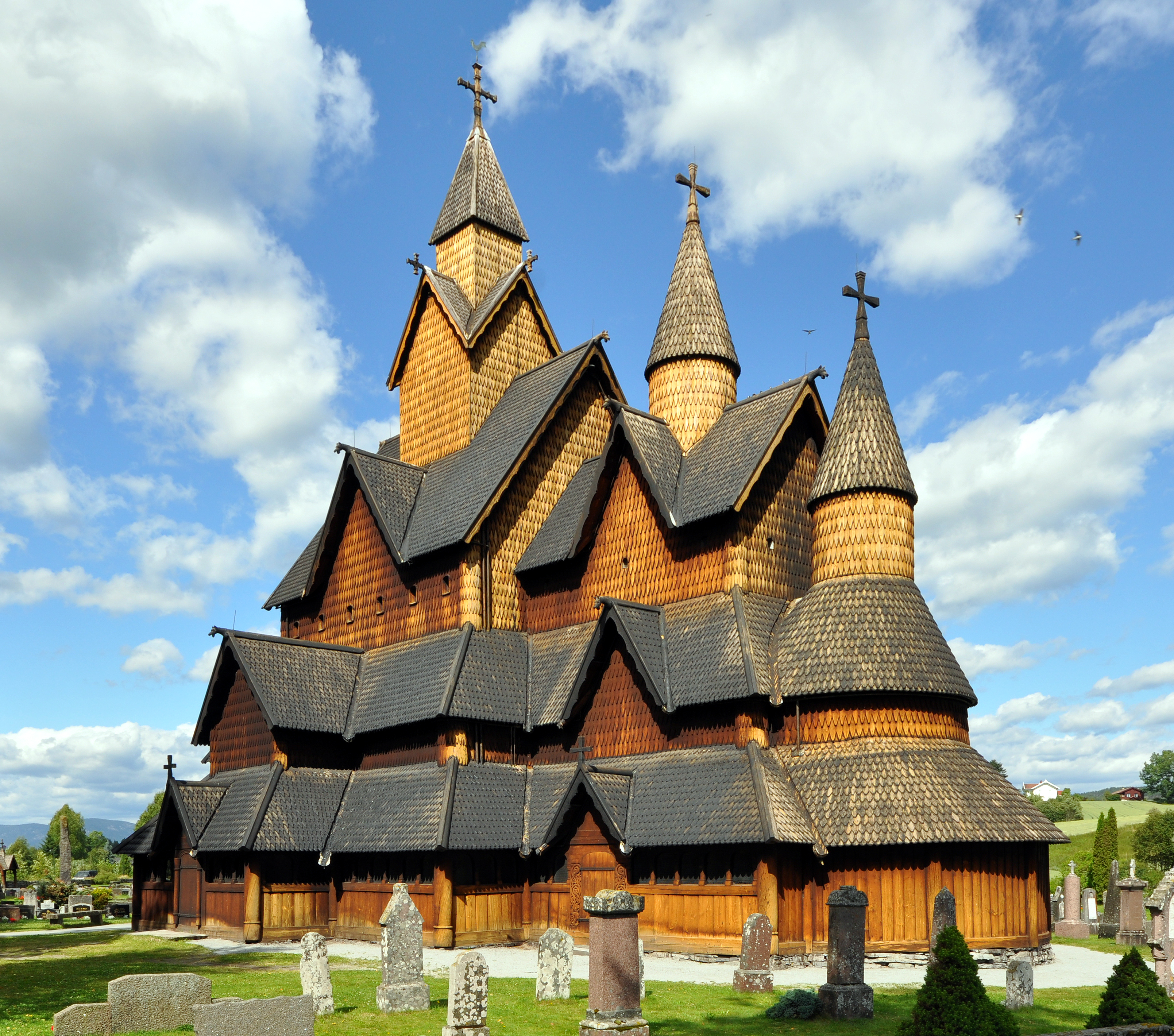
유네스코 세계문화유산으로 지정된 통널 교회, 노르웨이 문화유산

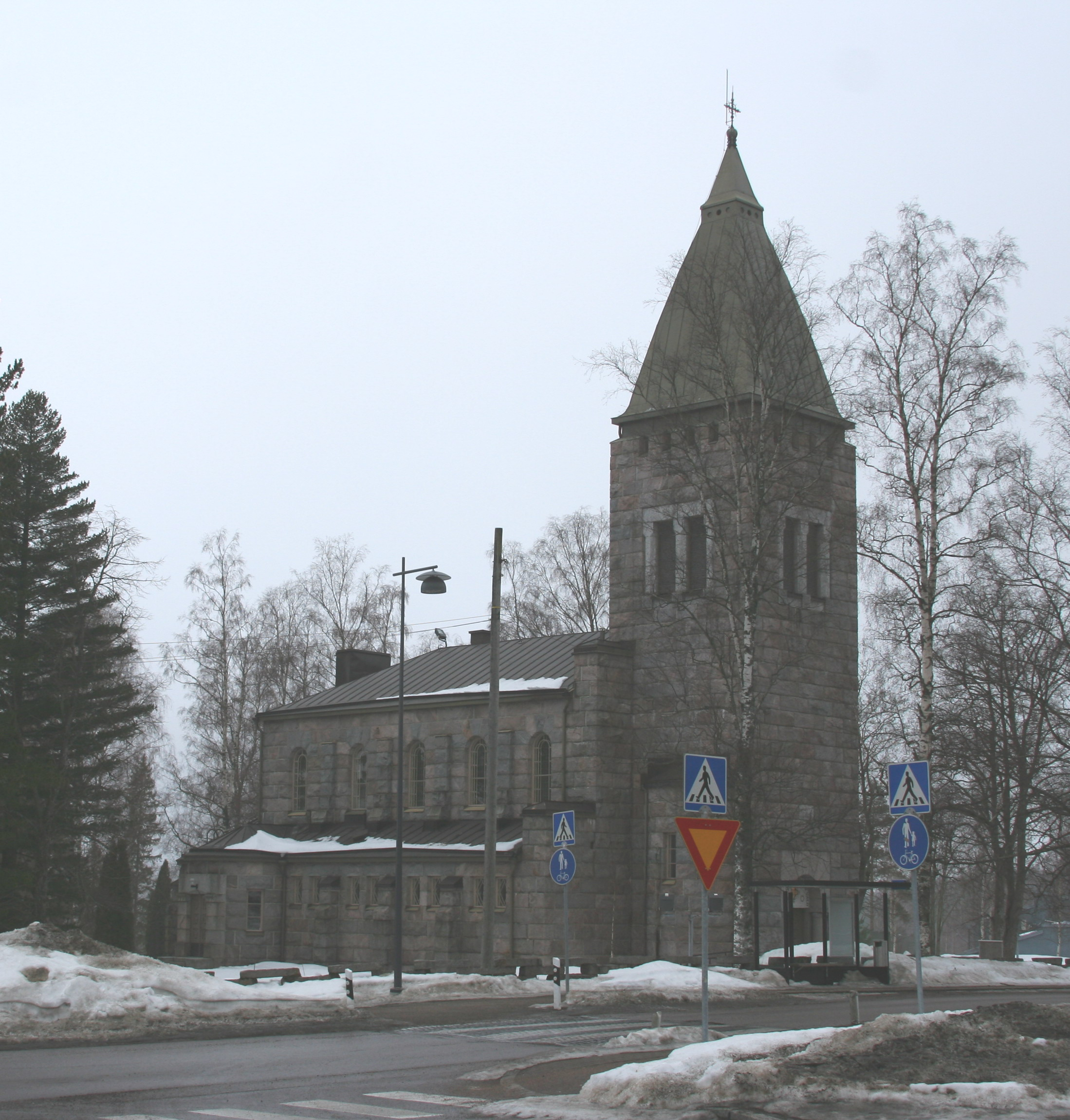
포르나이넨교회

교회당(敎會堂)은 주로 기독교에서 교리와 신앙을 가르치고 예배 의식을 행하는 시설로서, 신자들의 공동체가 모이는 건물이며 통상적으로는 예배당(禮拜堂)을 가리킨다. 대개 교회라고 줄여 부르며, 성전(聖殿)이라는 명칭을 사용하기도 한다. 확인할 수 있는 가장 오래 된 교회당은 서기 233년과 256년 사이에 나타난다.

## 한국의 교회당
한국은 개화기 문화가 제대로 정착되기도 전에 문화유산 강탈이며 강점지배를 당했으며 광복과 더불어 좌우사상의 대립과 동족상잔의 비극을 치렀다. 그리하여 한국 교회당 건축은 처음부터 고유문화를 담아낼 기반을 박탈당하였고 개화기에 세워진 이른바 뾰족당이라 불리는 네오 고딕 양식의 약현성당과 명동성당이 한국 교회당의 프로토 타입이 되었다. 개화기에 여러 한옥식 교회당이 건립되었으나 실제적 이유는 건축기술과 경제적 이유로 여겨진다. 이후 근대적 개념의 교회당 건축이 시도되었으나 외국인 신부의 개인활동이 큰 비중을 차지하였고 또한 서구 근대성당건축의 영향이 그대로 반영되어 한국 문화와 지역성을 충분히 살려내지 못하였다. 현대에 와서 한국 건축가들의 작업이 활발하나 대개는 전통양식의 정서를 표피적으로 모사하는 데 그치고 있다. 작품성이 있다는 교회당들도 서구의 근현대성당의 형태와 공간개념을 모방하는 흔적이 역력하다.

## 같이 보기
- 성당
- 채플